# Pristimantis brevifrons
Espèce
Synonymes
- Eleutherodactylus brevifrons Lynch, 1981

Statut de conservation UICN

 LC  : Préoccupation mineure
Pristimantis brevifrons est une espèce d'amphibiens de la famille des Craugastoridae.

## Répartition
Cette espèce est endémique de Colombie. Elle se rencontre dans les départements de Cauca, d'Antioquia, de Quindío, de Risaralda et de Valle del Cauca
- entre 2 060 et 2 610 m d'altitude sur le versant Ouest de la cordillère Occidentale ;
- entre 1 500 et 2 600 m d'altitude sur le versant Ouest de la cordillère Centrale.

## Description
Les mâles mesurent de 15,1 à 19,7 mm et les femelles de 21,2 à 25,0 mm.

## Publication originale
- Lynch, 1981 : Two new species of Eleutherodactylus from western Colombia (Amphibia: Anura: Leptodactylidae). Occasional Papers of the Museum of Zoology University of Michigan, no 697, p. 1-12 (texte intégral).